# Municipio de Clearwater (Dakota del Sur)
El municipio de Clearwater (en inglés: Clearwater Township) es un municipio ubicado en el condado de Miner en el estado estadounidense de Dakota del Sur. En el año 2010 tenía una población de 162 habitantes y una densidad poblacional de 1,74 personas por km².

## Geografía
El municipio de Clearwater se encuentra ubicado en las coordenadas 43°58′44″N 97°25′48″O / 43.97889, -97.43000. Según la Oficina del Censo de los Estados Unidos, el municipio tiene una superficie total de 93.26 km², de la cual 93,26 km² corresponden a tierra firme y (0 %) 0 km² es agua.

## Demografía
Según el censo de 2010, había 162 personas residiendo en el municipio de Clearwater. La densidad de población era de 1,74 hab./km². De los 162 habitantes, el municipio de Clearwater estaba compuesto por el 99,38 % blancos, el 0,62 % eran afroamericanos. Del total de la población el 0 % eran hispanos o latinos de cualquier raza.